# Nuklukayet
Nuklukayet est un ancien village de l'Alaska dans le Yukon-Koyukuk.

## Histoire
Camp indien Athabasca établi sur la rive droite du Yukon à la jonction avec la Tanana, il devient en 1869 une station commerciale. En 1884, le village comptait 27 habitants et 120 en 1890.
En mai 1873, Isidore Clut s'y établit. Le lieu est de nos jours abandonné.